# Llave dinamométrica

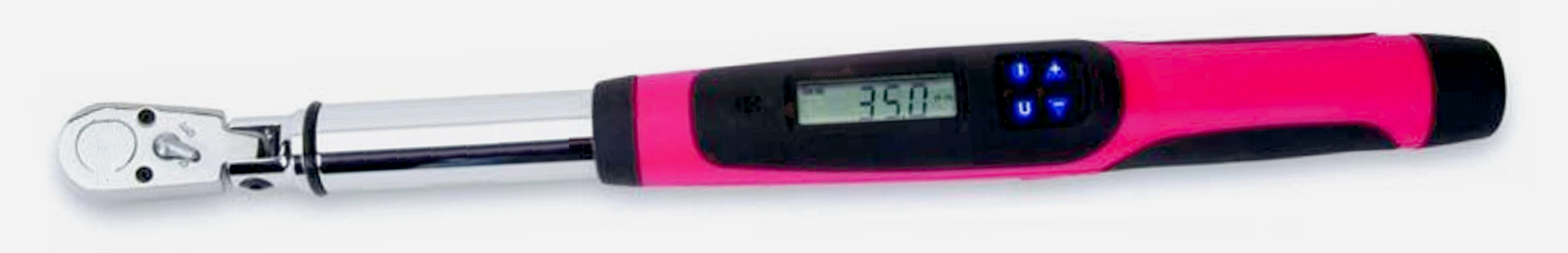
Llave dinamométrica digital.

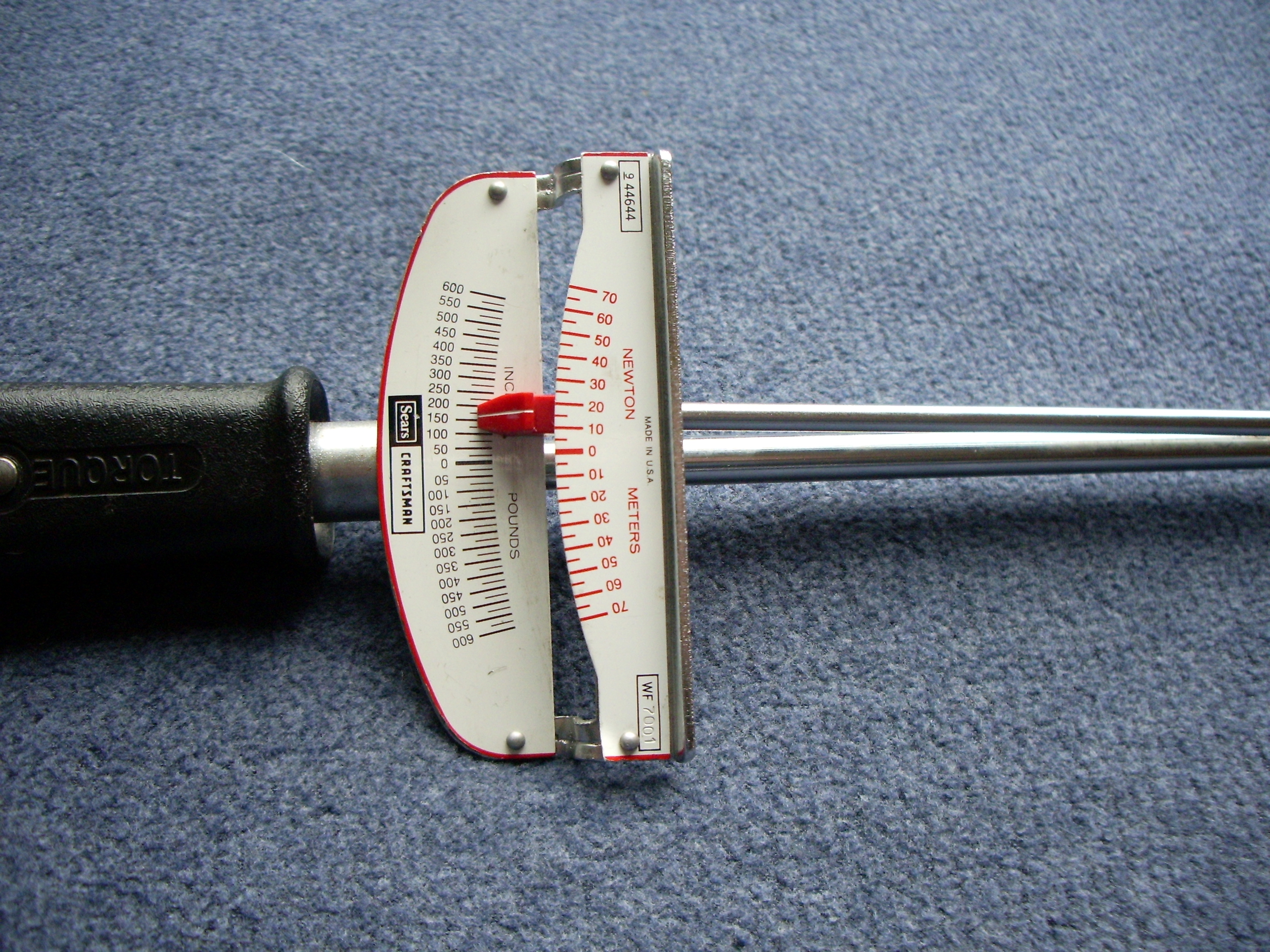
Llave dinamométrica de reloj.

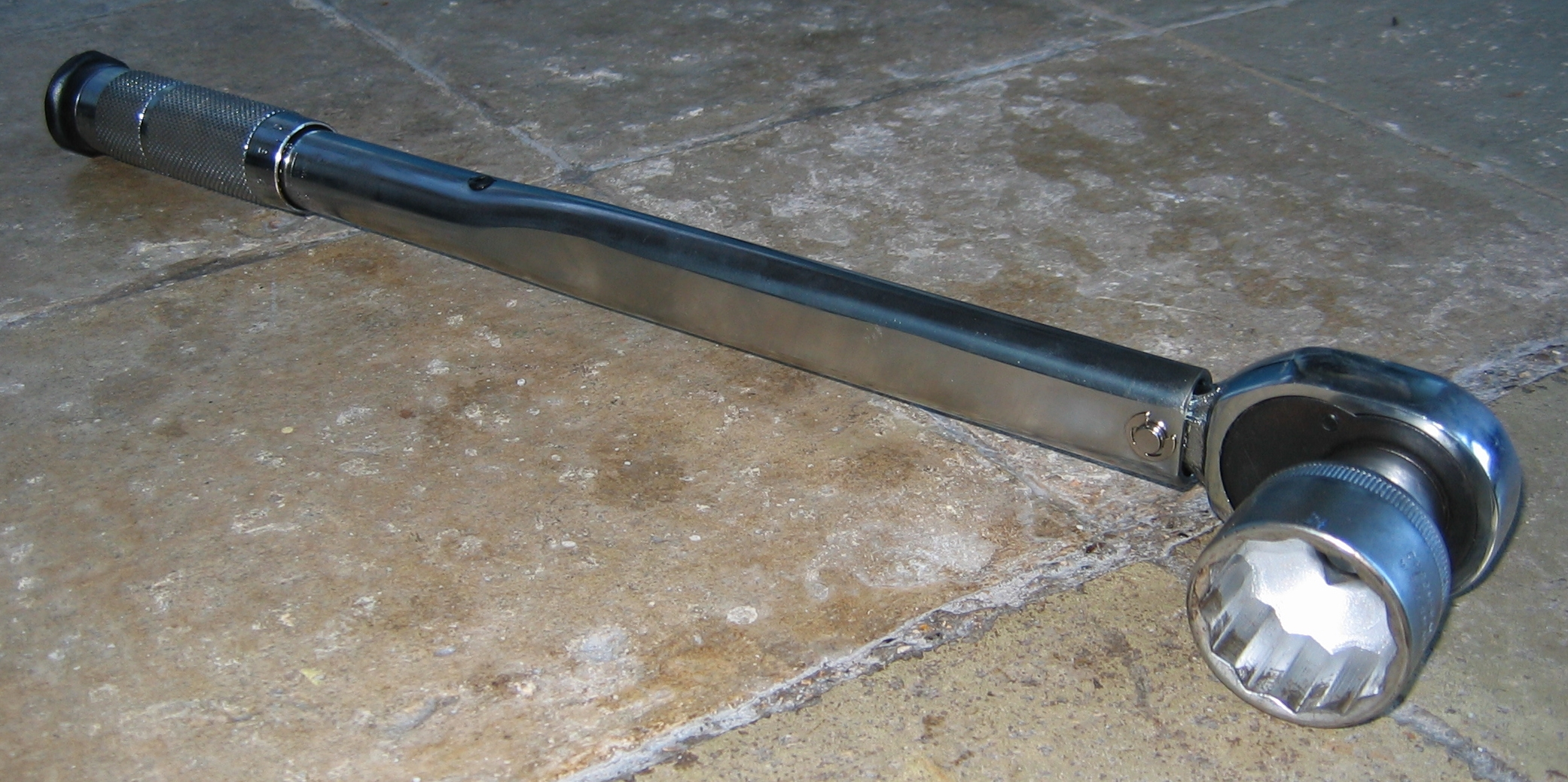
Llave dinamométrica de salto.

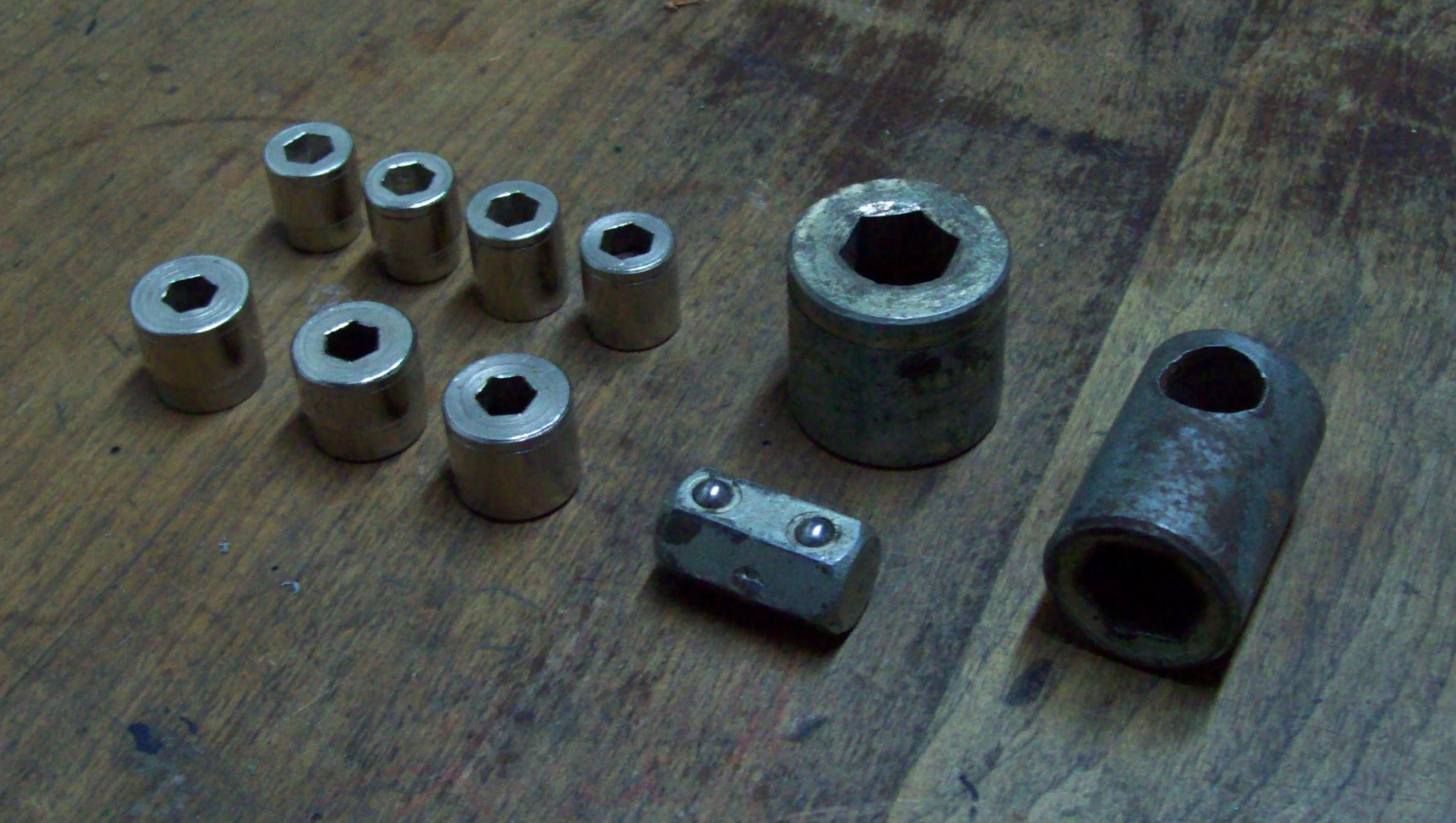
Accesorios para llave de salto dinamométrica llave de vaso.

La llave dinamométrica o llave de torsión es una herramienta manual que se utiliza para ajustar el par de apriete de elementos roscados. La llave dinamométrica es de uso frecuente en los talleres de automóviles, se aplica para dar a los tornillos el torque recomendado por el fabricante, evitando las sobretensiones y deformaciones de las piezas.

Una llave dinamométrica consiste en una llave fija de vaso que puede ser intercambiable con otras llaves de vaso de otras dimensiones, a la que se acopla un brazo que incorpora un mecanismo en el que se regula el par de apriete, de forma que si se intenta apretar más, salta el mecanismo que lo impide o avisa que se ha alcanzado el valor deseado. Nunca se debe reapretar a mano un tornillo que antes haya sido apretado al par adecuado ni utilizar una llave dinamométrica para aflojar tornillos.

## Tipos
- Llave dinamométrica digital.  en su interior un circuito electrónico y una pantalla en la que se muestran los valores medidos. Entre otras funciones, avisa mediante un sonido y por vibración, cuando se alcanza el par de apriete ajustado previamente. Puede medir en varias unidades diferentes, sistema anglosajón, o  SI.

- Llave dinamométrica de reloj. Consta de una esfera de reloj en la que se muestra mediante una aguja móvil el valor del par de apriete medido.

- Llave dinamométrica de salto. Contiene un sistema mecánico regulable a través de un nonio, que libera la tensión de la llave cuando se alcanza el par de apriete preajustado. Se usa para aplicar un par de apriete determinado de forma repetitiva. Por ejemplo: en las cadenas de montaje, o en piezas unidas con muchos tornillos iguales.

- Llave dinamométrica de control. Contiene un sensor de torque, que mide el par. Permite ajustar el limitador de torque de la taponadora. Por ejemplo: en una línea de embotellamiento, es parte de las herramientas del servicio de mantenimiento para ajustar las torretas de atornillamiento.